# Louis Duffoy
Louis Charles Marie Duffoy (Marsiglia, 12 gennaio 1860 – Marsiglia, 7 agosto 1904) è stato un tiratore a segno francese.

## Biografia
Nella sua breve carriera, Duffoy partecipò ai Giochi della II Olimpiade di Parigi del 1900 dove vinse una medaglia d'argento nella pistola militare a squadre.
Partecipò anche ad alcuni campionati mondiali di tiro all'inizio del Novecento. In tutto vinse tre medaglie mondiali nella pistola a squadre da 50 metri: medaglia d'argento nelle edizioni del 1900 e 1901 e medaglia di bronzo nel 1902.
Morì a Marsiglia, sua città natale, nel 1904.

## Palmarès
| Anno | Manifestazione      | Sede    | Evento                     | Risultato |
| ---- | ------------------- | ------- | -------------------------- | --------- |
| 1900 | Olimpiadi           | Parigi  | Pistola militare a squadre | Argento   |
| 1900 | Campionati mondiali | Parigi  | Pistola 50 m a squadre     | Argento   |
| 1901 | Campionati mondiali | Lucerna | Pistola 50 m a squadre     | Argento   |
| 1902 | Campionati mondiali | Roma    | Pistola 50 m a squadre     | Bronzo    |